# Fouquières-lès-Béthune
Fouquières-lès-Béthune is een gemeente in het Franse departement Pas-de-Calais (regio Hauts-de-France). De plaats maakt deel uit van het arrondissement Béthune. Fouquières-lès-Béthune telde op 1 januari 2022 1.111 inwoners.

## Geografie
De oppervlakte van Fouquières-lès-Béthune bedroeg op 1 januari 2022 2,42 vierkante kilometer; de bevolkingsdichtheid was toen 459,1 inwoners per km².

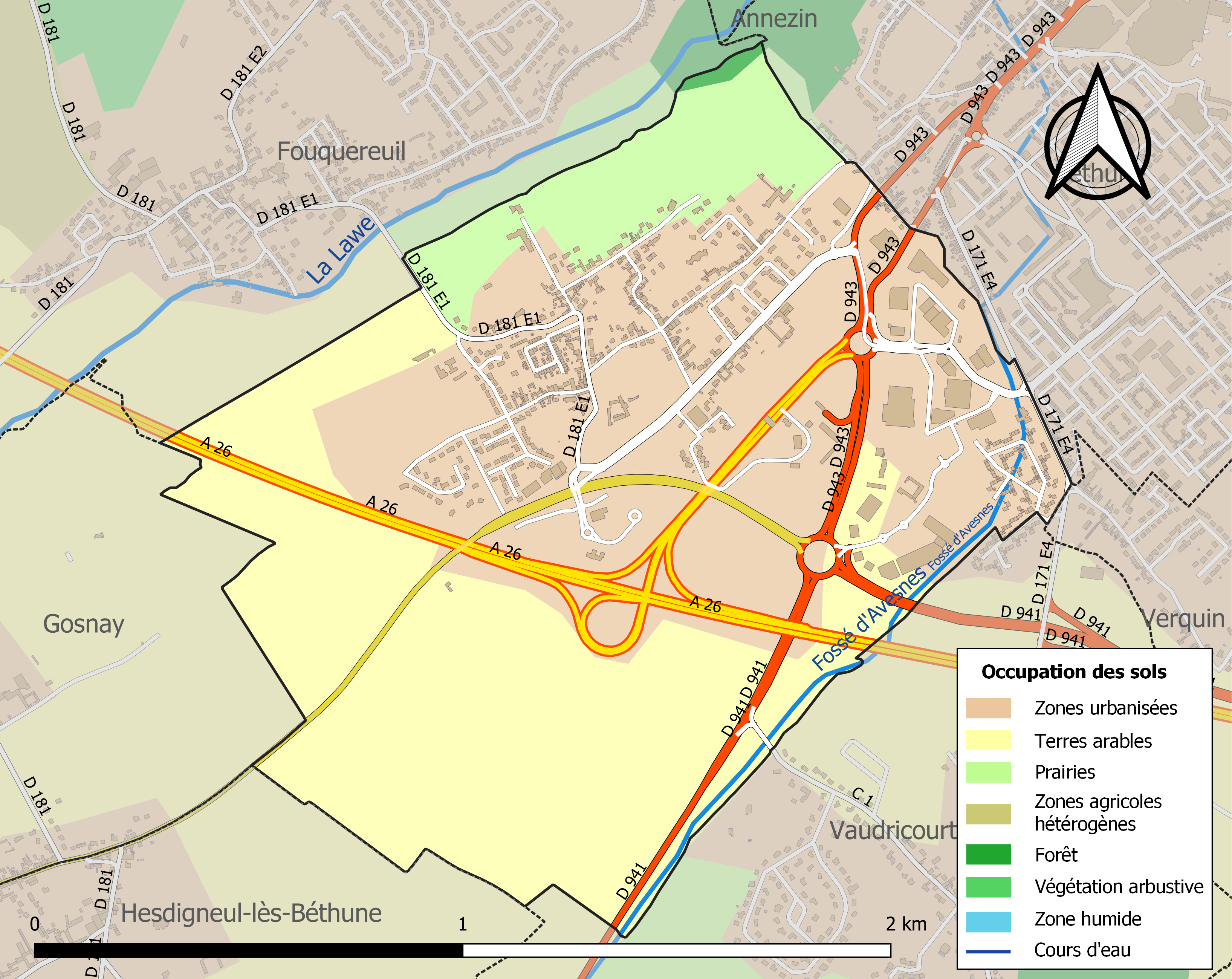
Kaart van de gemeente met belangrijkste infrastructuur, bodemgebruik en omliggende gemeenten

## Demografie
Onderstaande figuur toont het verloop van het inwonertal (bron: INSEE-tellingen).